# King Sterndale
King Sterndale est une paroisse civile et un village du Derbyshire, en Angleterre.